# 明納海崖

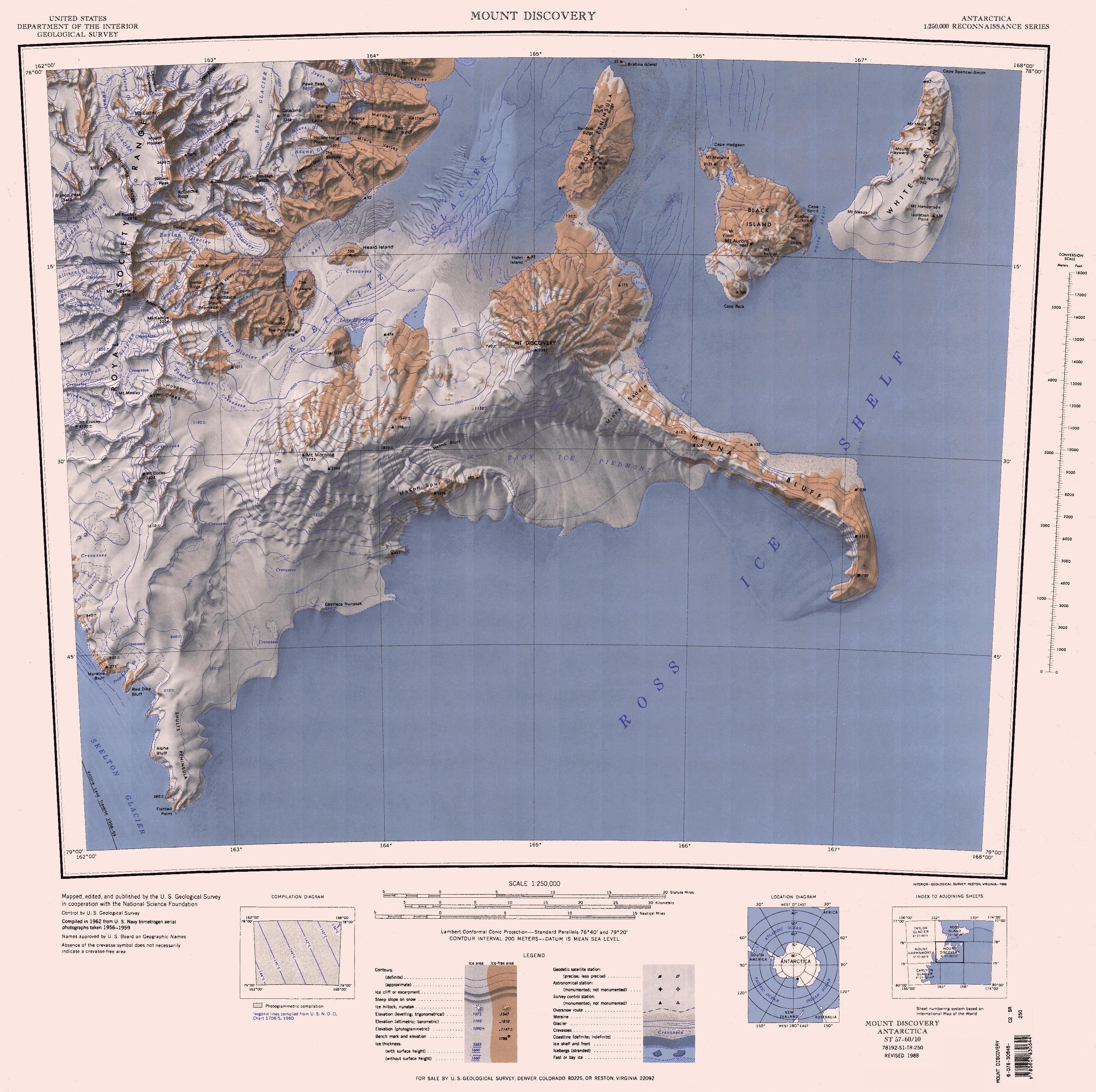
明纳海崖

明納海崖（英語：Minna Bluff）是南極洲的海崖，位於羅斯冰架，處於羅斯島以南，是維多利亞地的最南端，該海崖在1902年由英國探險家羅伯特·斯科特在发现号远征途中發現。得名自该次探险的赞助者、克莱门茨·马卡姆之妻玛丽·安妮·伊莎贝拉·卡洛琳·“明娜”·玛卡姆（Mary Anne Isabella Caroline „Minna“ Markham，1837-1919）。

## 外部連結
- Collaborative Research: Late Cenozoic Volcanism and Glaciation at Minna Bluff, Antarctica:  Implications for Antarctic Cryosphere History

78°30′S 169°0′E / 78.500°S 169.000°E